# Kładniów
Kładniów (ukr. Кла́днів) – wieś na Ukrainie na terenie rejonu włodzimierskiego w obwodzie wołyńskim, liczy 4 mieszkańców.
Wieś starostwa dubieńskiego, położona była w XVIII wieku w województwie bełskim.